# RMS Cedric
RMS Cedric foi um navio estabelecido em 1902 nos estaleiros da Harland and Wolff, e operado pela White Star Line.

## Construção e características
Cedric foi construído pelo estaleiro Harland and Wolff, em Belfast, na qual foi o segundo dos quatro navios da Big Four, sendo os outros três RMS Celtic, RMS Baltic e RMS Adriatic. Celtic foi o primeiro navio a exceder o SS Great Eastern em tonelagem, navio projetado por Isambard Kingdom Brunel, um grande feito que detinha o recorde de tamanho por quase 40 anos. Quando o Adriatic entrou em operação, ele foi o maior navio do mundo por um curto período. RMS Cedric era um navio de 21.035 toneladas brutas, 700 pés (210 m) de comprimento. Ele também possuía duas chaminés, quatro mastros, duas hélices e uma velocidade de 16 nós (30 km/h). Houve uma acomodação de 365 passageiros de primeira, 160 de segunda e 2352 de terceira classe. Seu lançamento ocorreu no dia 21 de agosto de 1902, e teve sua viagem inaugural iniciada no dia 11 de fevereiro do ano seguinte, navegando de Liverpool a Nova Iorque.

## Carreira
Nos anos posteriores, Cedric realizou travessias no Atlântico sem qualquer incidente grave. Quando o RMS Titanic afundou em abril de 1912, Cedric estava prestes a deixar Nova Iorque, porém ele teve sua partida adiada até o RMS Carpathia chegar com os sobreviventes, incluindo membros da tripulação, que iriam viajar de volta para a  Inglaterra. No entanto, Cedric teve que viajar sem nenhum sobrevivente e tripulante do Titanic, sendo que muitos foram convocados para o inquérito americano, onde prestariam depoimento sobre a tragédia. Sua última viagem na rota de Liverpool - Nova Iorque começou em 21 de outubro de 1914, onde ele foi posteriormente requisitado para o serviço de guerra durante a Primeira Guerra Mundial, sendo convertido em um cruzador comerciante armado.
Cedric foi desmantelado em 1916, e em seguida, ele foi convertido em um navio de tropas. No dia 1 de julho de 1917, Cedric colidiu e afundou uma Escuna francesa chamada Yvonne-Odette, onde 24 tripulantes se afogaram. No dia 29 de janeiro de 1918, Cedric novamente se envolveu em colisão, desta vez ele colidiu e afundou um navio da Canadian Pacific Railway. Em seguida, Cedric foi devolvido aos seus proprietários, e em setembro de 1919 ele foi reequipado pela Harland and Wolff. Pouco tempo depois, ele retornou ao serviço de passageiros, com viagens entre Liverpool e Nova Iorque. No dia 30 de setembro de 1923, próximo do porto de Cobh, Cedric colidiu com o navio RMS Scythia da Cunard Line durante um denso nevoeiro; ambos navios saíram ilesos. Em outubro de 1926, ele foi novamente reformado, onde teve sua cabine, pontos turísticos e terceira classe modificada. Sua última viagem ocorreu no dia 5 de setembro de 1931, navegando de Liverpool a Nova Iorque, onde ele foi vendido e desmontado em 1932.